# Forsthaus Saubuche
Das Forsthaus Saubuche in Raubach, einem zu Oberzent im südlichen Odenwaldkreis zählenden Ortsteil, ist ein ehemaliges Forsthaus und wurde wie auch ein naher Steintisch als Kulturdenkmal in die Denkmaltopographie des Odenwaldkreises aufgenommen.
Das nordöstlich von Raubach im Finkenbachtal liegende Forsthaus gehörte einst den Grafen von Erbach, deren Wappen den Portalsturz ziert und von der Inschrift L.F.G.Z.E. 1781 umgeben ist. Das verputzte Gebäude weist ein massiv gemauertes Erdgeschoss und ein Obergeschoss in Fachwerkkonstruktion auf. Bemerkenswert sind die größtenteils originalen Fenster im Obergeschoss.
Wenige Meter westlich des Forsthauses befindet sich der Steintisch Wittig’s Ruh mit runder Tischplatte und einer geschwungenen Sitzbank mit Rückenlehne, die wie der Tisch aus Sandstein gefertigt wurde. Die um 1920 errichtete Anlage diente als Rastplatz für Jagdgesellschaften und ist ebenfalls als Kulturdenkmal eingestuft.